# A.F.C. Wulfrunians
AFC Wulfrunians là một câu lạc bộ bóng đá đến từ Castlecroft ở South Staffordshire, Anh. Hiện tại đội bóng đang thi đấu ở Midland League Premier Division.

## Lịch sử
Đội bóng được thành lập năm 2005, mặc dù đây là đội kế nhiệm của đội cũ Old Wulfrunians, tồn tại từ năm 1922. Các đội bóng từ câu lạc bộ vẫn thi đấu ở Birmingham Amateur Football Association dưới cái tên Old Wulfrunians. AFC Wulfrunians gia nhập West Midlands (Regional) League năm 2005. Trong mùa giải đầu tiên, họ vô địch Division Two Championship, và ở mùa giải thứ hai đứng thứ nhì ở Division One, được thăng hạng cho mùa giải 2007–08 lên chơi ở West Midlands Regional League Premier Division. Mùa giải 2008–09 câu lạc bộ giành chức vô địch, sau đó là đứng thứ 3 chung cuộc ở các mùa 2009–10 và 2010–11. Mùa giải 2011-12, họ về đích thứ 5, và huấn luyện viên lâu năm của đội là Tim Tipton từ chức cuối mùa giải vì lý do gia đình. Dưới sự dẫn dắt của ban huấn luyện mới gồm Steve Palmer và Jon Purdie, Wulfrunians trở thành nhà vô địch Premier Division mùa giải 2012–13 lần thứ hai ở hạng đấu, giành được suất lên hạng Midland Alliance sau vòng đấu cuối cùng, với trận thắng 2-0 trên sân khách trước Malvern Town.
Sau khi đứng thứ 2 chung cuộc ở các mùa giải 2007–08 và 2008–09, AFC Wulfrunians vô địch JW Hunt Cup mùa giải 2010–11 với trận thắng 3–0 trước Gornal Athletic. Câu lạc bộ vào chung kết JW Hunt Cup một lần nữa năm sau đó, nhưng lần này bị đánh bởi Black Country Rangers trên sân Molineux.

## Sân vận động

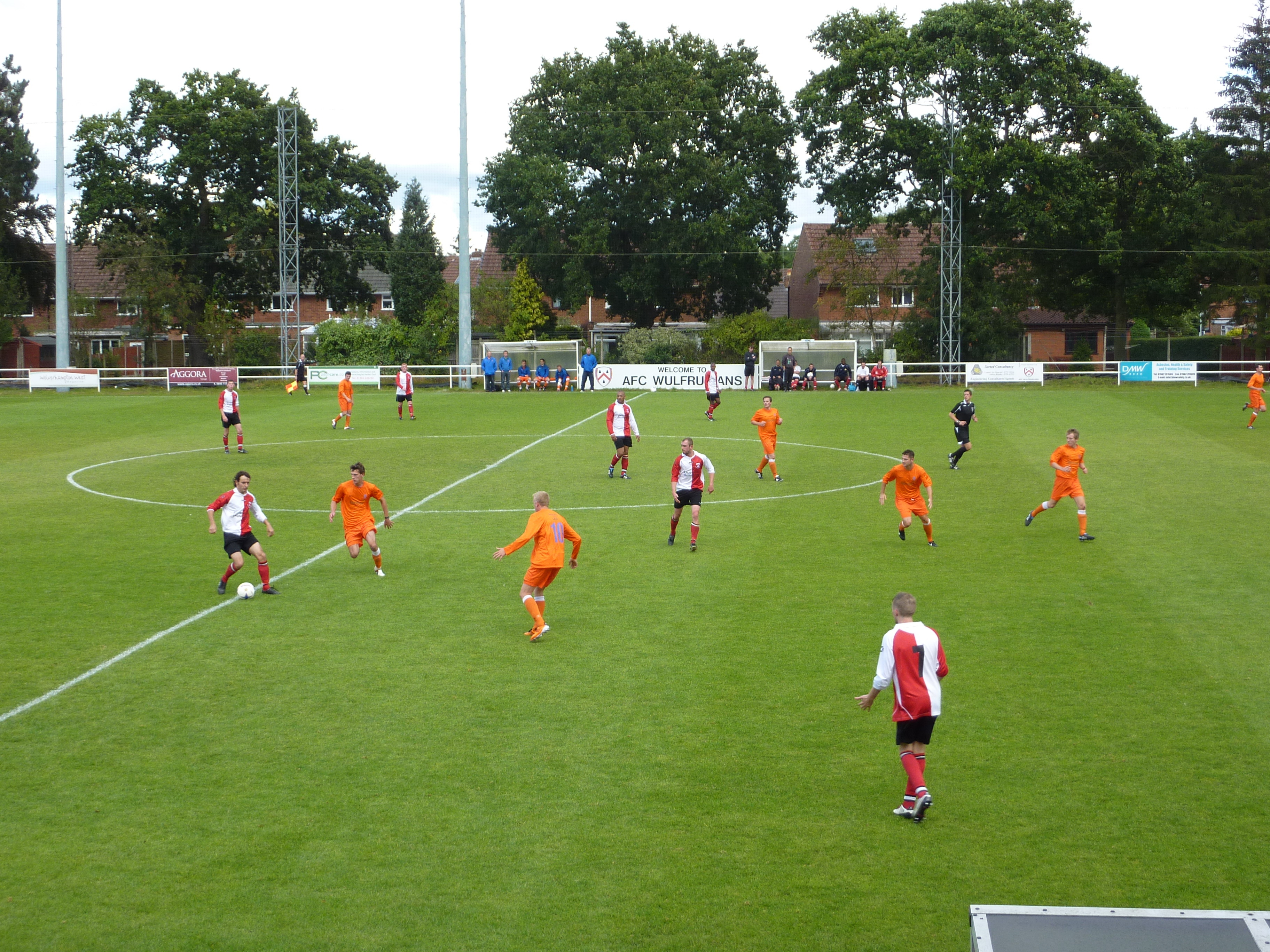
AFC Wulfrunians với Wellington (tháng 8 năm 2011)

Castlecroft Stadium, sân nhà của AFC Wulfrunians, ban đầu được xây vào thập niên 1950 bởi Wolverhampton Wanderers như là một sân tập. Thập niên 1990, nó được mua lại bởi Rugby Football Union được dùng làm trụ sở khu vực và trung tâm huấn luyện trọng tài và trường học. AFC Wulfrunians là người đang sở hữu sân sau khi thuê lại từ RFU. Khán đài ở phía tây có thể chứa tối đa 500 khán giả.

Tháng 8 năm 2012, có thông báo rằng Wolverhampton Wanderers W.F.C. sẽ chơi trên sân nhà Castlecroft Stadium mùa giải 2012-13.

## Danh hiệu
- West Midlands (Regional) League Premier Division[10]
  - Vô địch 2008–09, 2012–13
- West Midlands (Regional) League Division One
  - Á quân 2006–07
- West Midlands (Regional) League Division Two
  - Vô địch 2005–06

## Kỉ lục
- Vị thứ cao nhất giải đấu: thứ 7 ở Midland League Premier Division, 2014–15
- Thành tích tốt nhất tại FA Cup: Vòng loại 2, 2009–10, 2013–14
- Thành tích tốt nhất tại FA Vase: Vòng 4, 2015–16
- Thành tích tốt nhất tại JW Hunt Cup: Vô địch, 2010–11